# Recurvirostridae
I Recurvirostridi (Recurvirostridae Bonaparte, 1854) sono una famiglia dell'ordine dei Caradriiformi (Charadriiformes). Diffusi in quasi tutte le zone tropicali e temperate del mondo, sono caratterizzati da collo lungo, zampe lunghe e becco lungo e sottile: a seconda del genere, quest'ultimo può essere diritto o chiaramente incurvato all'insù. I tre generi ascritti a questa famiglia - le avocette, i cavalieri d'Italia e il cavaliere fasciato - sono molto differenti esteriormente, ma strettamente imparentati tra loro.

## Descrizione
Tutte le specie possiedono becco, collo e zampe lunghi. Le avocette hanno il becco incurvato all'insù e munito di lamelle per filtrare il cibo. Al contrario, i cavalieri d'Italia hanno un becco diritto o leggermente ricurvo privo di lamelle. Il cavaliere fasciato, che sotto questo aspetto e altre caratteristiche costituisce una sorta di forma intermedia tra i due generi, ha il becco diritto come il cavaliere d'Italia, ma munito di lamelle.
Le zampe delle avocette sono grigio-bluastre, quelle degli altri generi sono rosa. Inoltre le avocette hanno tre dita anteriori e una posteriore (piede anisodattilo): le dita anteriori sono collegate da un abbozzo di membrane interdigitali. I cavalieri d'Italia non hanno il dito posteriore (piede tridattilo) e sono privi di membrane interdigitali. Anche sotto questo aspetto il cavaliere fasciato si rivela essere una forma intermedia, avendo un piede tridattilo con abbozzi di membrane interdigitali.
Il piumaggio è generalmente bianco e nero. In tre specie non europee a questi due colori si aggiunge il bruno-rossastro. Solo il cavaliere nero è interamente di questo colore. La livrea giovanile è identica o simile a quella degli esemplari adulti. Un'eccezione è costituita dal cavaliere nero, i cui giovani sono quasi identici nell'aspetto al cavaliere d'Italia.

## Distribuzione e habitat
I Recurvirostridi sono presenti in tutti i continenti a eccezione dell'Antartide. Vivono in zone a clima temperato, subtropicale e tropicale. Il loro habitat preferito sono le paludi di pianura in ambienti privi di alberi. Le avocette si incontrano principalmente nei laghi salati e nelle lagune. I cavalieri d'Italia sono più flessibili per quanto riguarda la scelta dell'habitat e si possono trovare in fiumi e laghi, sia di acqua dolce che salmastra. I terreni di riproduzione sono situati generalmente nell'entroterra, ma al di fuori della stagione riproduttiva è possibile trovare Recurvirostridi anche sulle coste. Costituisce un'eccezione l'avocetta delle Ande, che nidifica sulle Ande fino a 5000 m di altitudine.
Ad eccezione dell'avocetta delle Ande e del cavaliere nero, tutte le specie hanno almeno una popolazione formata da uccelli migratori. Gran parte delle popolazioni delle zone temperate boreali e australi migrano verso le regioni più calde. Le migrazioni hanno luogo principalmente di notte e gli uccelli si spostano in piccoli gruppi seguendo le coste o il corso dei fiumi.

## Biologia
I Recurvirostridi sono principalmente, ma non esclusivamente, animali diurni. Oltre che dal normale ritmo giorno-notte, la loro attività è regolata anche dal ciclo delle maree. Ad eccezione del cavaliere nero, che conduce un'esistenza solitaria, tutte le altre specie vivono in gruppi da piccoli a molto grandi: da cinque a cento coppie di avocette e cavalieri d'Italia possono nidificare insieme. Al contrario, le colonie di cavaliere fasciato possono contare molte migliaia di coppie. I Recurvirostridi vivono anche in gruppi più numerosi al di fuori della stagione riproduttiva.

### Alimentazione
La diversa struttura anatomica del becco si riflette in abitudini alimentari diverse: le avocette e il cavaliere fasciato sfruttano le lamelle ai bordi del becco per cercare il cibo. Tenendo il becco solo leggermente aperto, lo muovono ampiamente da un lato all'altro attraverso le acque poco profonde o il fango. Ogni due secondi circa, la lingua viene spinta in avanti in modo da recuperare i piccoli organismi che rimangono incastrati nelle lamelle. In questo modo vengono ingeriti principalmente crostacei e vermi che vivono nel plancton. Oltre a questo metodo di setacciatura, il cibo viene anche prelevato direttamente raccogliendolo con il becco. Quest'ultimo metodo è anche l'unico sistema di assunzione del cibo per i cavalieri d'Italia, che così facendo catturano insetti, loro larve e vermi.
Molluschi, piccoli pesci e piante acquatiche costituiscono solo una parte minore del menu.

### Riproduzione

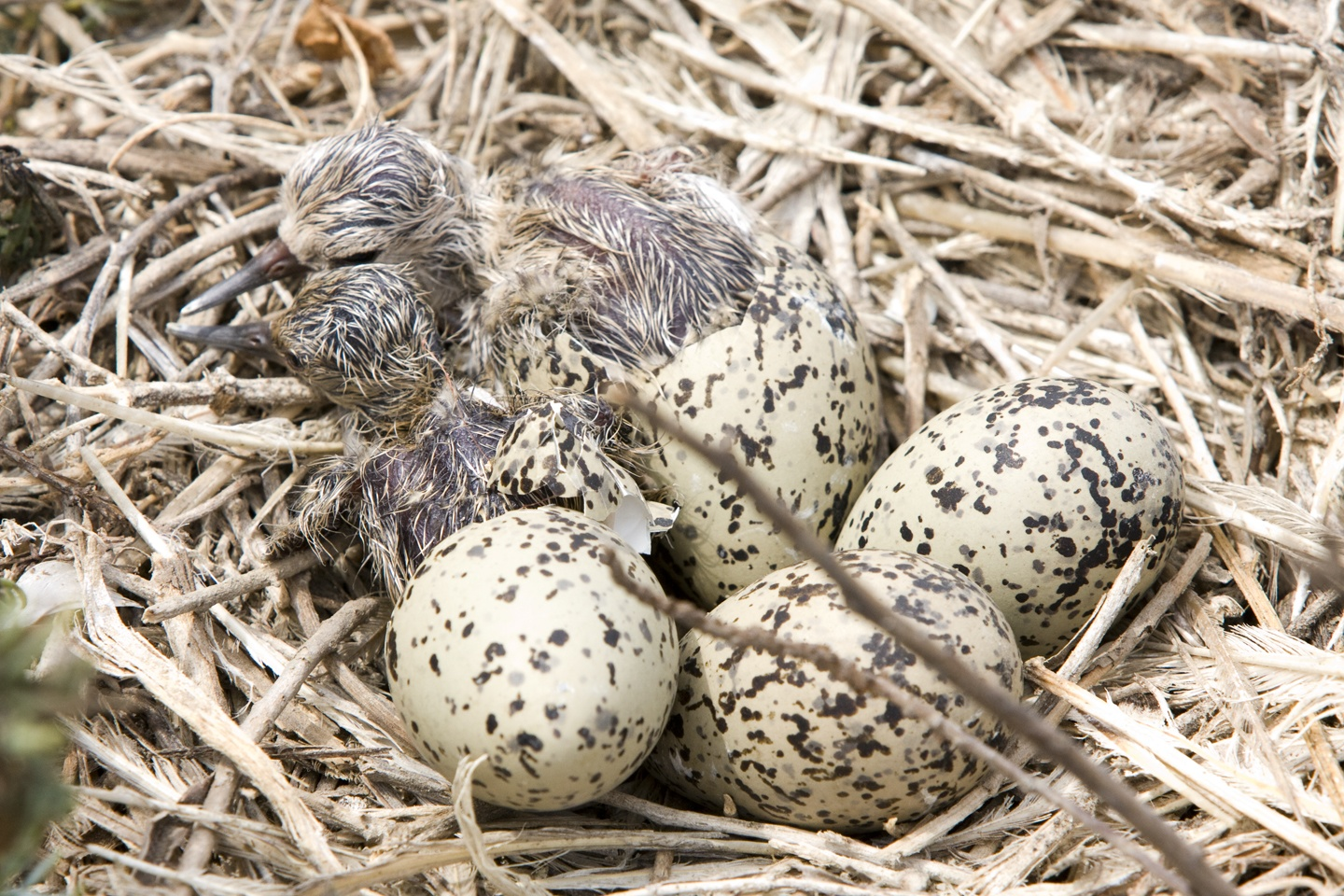
Due pulcini appena nati e due uova in un nido di cavaliere collonero.

Le coppie di Recurvirostridi rimangono unite per un'unica stagione, mentre il cavaliere nero è monogamo per tutta la vita. Si riproducono in colonie con nidi situati a una distanza variabile tra cinque e cento metri gli uni dagli altri; i nidi sono molto più ravvicinati solo nelle colonie di cavaliere fasciato, dove possono essercene fino a diciotto in un metro quadrato. I Recurvirostridi formano spesso colonie miste con altri uccelli costieri.
Vengono deposte quasi sempre da tre a quattro uova, sebbene siano stati segnalati casi estremi di appena una o otto uova. Le uova sono gialle o marroni (bianche nel caso del cavaliere fasciato) e misurano 4,5-5,5 × 3-4 cm. Entrambi i genitori si occupano della loro incubazione, spesso alternandosi nel compito. Anche la difesa del nido è responsabilità di entrambi i partner. I potenziali razziatori di nidi vengono assaliti o attirati lontano da esso, ad esempio fingendo di avere un'ala ferita.
I pulcini delle avocette e dei cavalieri d'Italia sono ricoperti di piumino beige o rosso-brunastro con macchie nere. Si schiudono in modo sincrono e lasciano il nido entro le prime ventiquattro ore. Rimangono poi vicini ai genitori per alcuni mesi. Un'eccezione è costituita dal cavaliere fasciato, i cui piccoli sono completamente bianchi e dopo la schiusa si riuniscono in grandi «vivai».

## Evoluzione
Essendo una famiglia filogeneticamente molto antica, i Recurvirostridi sono documentati sin dall'Eocene inferiore. Generi fossili appartenenti a questa epoca sono Coltonia (America del nord), Kashinia (Gran Bretagna) e Fluviatilavis (Portogallo).

## Tassonomia
I Recurvirostridi appartengono all'ordine dei Caradriiformi. All'interno di questo ordine, secondo quanto hanno rivelato le analisi del DNA, i loro parenti più stretti sono le beccacce di mare, il becco di ibis e alcuni generi della famiglia parafiletica dei Caradriidi.
La famiglia comprende attualmente 3 generi e 10 specie:
- Himantopus Brisson, 1760
  - cavaliere d'Italia - Himantopus himantopus (Linnaeus, 1758);
  - cavaliere testabianca - Himantopus leucocephalus Gould, 1837;
  - cavaliere collonero - Himantopus mexicanus (P. L. S. Müller, 1776);
  - cavaliere dorsobianco - Himantopus melanurus Vieillot, 1817;
  - cavaliere nero - Himantopus novaezelandiae Gould, 1841.
- Cladorhynchus G. R. Gray, 1840
  - cavaliere fasciato - Cladorhynchus leucocephalus (Vieillot, 1816).
- Recurvirostra Linnaeus, 1758
  - avocetta - Recurvirostra avosetta Linnaeus, 1758;
  - avocetta americana - Recurvirostra americana J. F. Gmelin, 1789;
  - avocetta australiana - Recurvirostra novaehollandiae Vieillot, 1816;
  - avocetta delle Ande - Recurvirostra andina Philippi e Landbeck, 1861.

Il numero di specie all'interno del genere Himantopus è controverso. Dell'elenco mostrato sopra, alcuni autori riconoscono come specie valida solo il cavaliere d'Italia e considerano tutte le altre come sue sottospecie. Oltre alle specie citate, alcuni autori riconoscono come forma valida anche il cavaliere delle Hawaii (Himantopus knudseni). Inoltre, dal momento che il cavaliere nero può incrociarsi con il cavaliere testabianca, anche la validità di questa specie è oggetto di discussione.
La relazione tra i tre generi non è chiara. Le indagini effettuate hanno portato a risultati contrastanti: in alcuni casi il genere Himantopus è risultato essere un sister group degli altri due, in altri, invece, è il genere Cladorhynchus che è risultato essere sister group degli altri.

## Rapporti con l'uomo
Fino a non molto tempo fa l'avocetta era quasi scomparsa dall'Europa centrale e occidentale. La sua reintroduzione in Gran Bretagna nel 1941, dopo cento anni di assenza, è stata uno dei maggiori successi della Royal Society for the Protection of Birds, che attualmente presenta proprio un'immagine di questo uccello nel suo logo. Dopo essere stati oggetto di caccia, sia a scopo alimentare che per puro divertimento, oggi i Recurvirostridi sono minacciati soprattutto dalla distruzione delle zone umide.
A livello di specie, comunque, risulta essere minacciata solo una specie: il cavaliere nero, considerato «in pericolo critico» dalla IUCN. Ancora comune nel XIX secolo, ha subito un drammatico declino nel corso del XX, causato soprattutto dalle aggressioni dei gatti, dei mustelidi e dei ratti introdotti in Nuova Zelanda dagli europei e dalle frequenti ibridazioni con il cavaliere testabianca. Nel 2001 se ne contavano solamente sette coppie riproduttive. Questo numero è stato nel frattempo portato di nuovo a venti, anche se ciò richiede il costante rilascio di animali allevati in cattività.